# 机场路 (宁波)
机场路是浙江省宁波市一条城市快速路，是宁波中心城区内环快速路（机场路-通途路-世纪大道-环城南路）的组成部分，机场快速干道全线北起江北区 宁波绕城高速和 甬舟高速保国寺互通，南至奉化区 228国道、 江尚线，其中青林湾大桥至雅戈尔大道立交段于2011年10月30日通车，机场路南延（雅戈尔大道立交至朝阳立交段）于2013年7月3日通车，机场路北延（江北大道至保国寺互通段）于2013年7月25日通车，机场北路（青林湾大桥至江北大道段）快速化改造于2017年完成，机场快速路南延（绕城高速至岳林东路段）于2020年9月27日通车。

## 道路历史
- 原机场路于1998年开工，2000年通车[8]
- 2008年11月26日，宁波机场快速干道通途路立交开工[9]
- 2009年8月29日，宁波机场快速干道主体工程开工[10]
- 2009年12月30日，机场快速干道北延、南延工程开工[11]
- 2011年1月24日，机场快速干道-通途路高架立交及以北路段通车[12]
- 2011年10月30日，机场快速干道一期（青林湾大桥南引桥至雅戈尔大道立交）建成通车[3]
- 2013年7月3日，机场路南延（雅戈尔大道立交至朝阳立交段）正式通车[4]
- 2013年7月25日，机场路北延（江北大道至保国寺互通段）正式通车[5]
- 2014年10月21日，机场北路（青林湾大桥至江北大道段）快速化改造正式开工[13]，于2017年完成[6]
- 2017年6月13日，机场快速路南延（绕城高速至岳林东路段）开工建设，鄞城大道至中山东路段与宁波轨道交通3号线（鄞奉段）共构[14]
- 2020年5月23日，机场快速路南延（绕城高速至莫方线段）通车[15]
- 2020年7月24日，原奉化东环路（为奉化三高[註 1]连接线一部分，2009年7月21日通车[16]）更名为机场南路，原机场路从雅戈尔大道立交延伸至鄞城大道[2]
- 2020年9月27日，机场快速路南延（绕城高速至岳林东路段）正式通车[7]

## 地面相交道路和主要桥梁
- 机场北路：
  -  宁波绕城高速、 甬舟高速保国寺互通
  - 荣吉西路（ 307省道）
  -  江北大道
  - 长兴东路（限南向入，北向出）
  - 北环西路（立交，西向为 228国道的一部分，近期走向，与 228国道共线段起点）
  - 西：云飞西路、东：云飞路
  - 青林湾大桥，跨姚江
- 机场路：
  - 姚江东路
  - 新星路
  - 西：范江岸西路、东：范江岸路
  - 通途路（西：通途西路、东：通途路（永丰西路段））
  - 中山西路
  - 沁园街
  - 西：蓝天西路、东：蓝天路
  - 联丰（中）路
  - 永达路（夏禹路段）
  - 西：藕缆桥路、东：气象路
  - 环城南路
  -  启运路
  - 君运路
  -  杭甬高速宁波互通
  - 西：云林东路、东：石碶北路
  -  鄞县大道
  - 石源路410弄
  - 雅戈尔大道559弄
  - 鄞州大道
  - 雅戈尔大道、空港大道（仅高架可前往）
  - 南翔桥，跨奉化江
  -  沈海高速、 宁波绕城高速朝阳互通
  - 景江路
  -  雁湖路
- 机场南路：
  - 鄞城大道
  - 恒兴东路
  - 儒江路
  - 常浦东路
  - 新浦东路
  - 葭浦东路
  - 汇盛东路
  - 四明东路
  - 汇源东路
  - 长汀东路
  - 大成东路
  - 中山东路
  - 岳林东路
  - 金海路
  - 东南： 228国道、西北： 江尚线（与 228国道共线段终点）

## 快速路出入口和立交列表
| 里程                                                                                         | 类型          | 名称           | 连接                                       | 说明 |
| -------------------------------------------------------------------------------------------- | ------------- | -------------- | ------------------------------------------ | --- |
|                                                                                              | 主线出入口    | 保国寺互通     | 宁波绕城高速 甬舟高速 荣吉西路（ 307省道） | |
|                                                                                              | 出入口        | 江北大道       | 江北大道                                   | |
|                                                                                              | 枢纽          | 北环西路立交   | 北环西路（西侧为 228国道）                 | 从云飞路跨线桥匝道可进入高架路段，其他方向从地面立交经上下匝道可进入高架路段，与 228国道共线段起点（近期走向） |
|                                                                                              | 出入口        | 云飞路         | 云飞路 云飞西路                            | |
|                                                                                              | 河流 · 桥梁   | 青林湾大桥     | 青林湾大桥                                 | |
|                                                                                              | 出入口        | 新星路（北）   | 新星路                                     | |
|                                                                                              | 出入口        | 姚江东路（南） | 姚江东路                                   | |
|                                                                                              | 枢纽          | 通途路立交     | 通途路                                     | |
|                                                                                              | 出入口        | 中山西路（南） | 中山西路                                   | 中山西路东往西方向亦可进入                                                                                     |
|                                                                                              | 枢纽          | 永达路立交     | 永达路                                     | |
|                                                                                              | 枢纽 · 出入口 | 环城南路立交   | 环城南路                                   | 往环城南路地面道路限北向入，南向出                                                                             |
|                                                                                              | 出入口        | 启运路（南）   | 启运路                                     | |
|                                                                                              | 出入口        | 宁波互通       | 杭甬高速                                   | |
|                                                                                              | 出入口        | 鄞县大道       | 鄞县大道                                   | |
|                                                                                              | 枢纽          | 鄞州大道立交   | 鄞州大道                                   | 北向出口匝道限雅戈尔大道立交车辆驶入                                                                           |
|                                                                                              | 出入口        | 雅戈尔大道立交 | 雅戈尔大道 空港大道                        | 可前往宁波栎社国际机场，进出雅戈尔大道限北向入，南向出                                                         |
| 雅戈尔大道立交至南翔桥为非快速路段，略                                                       |               |                |                                            | |
|                                                                                              | 河流 · 桥梁   | 南翔桥         | 南翔桥                                     | |
|                                                                                              | 出入口        | 朝阳互通       | 沈海高速 宁波绕城高速 高阳路               | |
|                                                                                              | 出入口        | 景江路（北）   | 景江路                                     | |
|                                                                                              | 出入口        | 雁湖路（北）   | 雁湖路                                     | |
|                                                                                              | 枢纽 · 出入口 | 鄞城大道       | 鄞城大道                                   | 预留立交，上下匝道限南向入、北向出                                                                             |
|                                                                                              | 出入口        | 恒兴东路（北） | 恒兴东路                                   | |
|                                                                                              | 出入口        | 儒江路（南）   | 儒江路                                     | |
|                                                                                              | 出入口        | 顺浦东路（北） | 顺浦东路                                   | |
|                                                                                              | 枢纽 · 出入口 | 四明东路       | 四明东路                                   | 预留立交 |
|                                                                                              | 出入口        | 长汀东路（北） | 长汀东路                                   | |
|                                                                                              | 主线出入口    | 岳林东路       | 岳林东路                                   | 与 228国道共线段终点                                                                                           |
| 1.000 英里 = 1.609 千米；1.000 千米 = 0.621 英里 并行路段 • 已关闭／取消 • 限制进入 • 未开放 |               |                |                                            | |